# Grielum
Grielum é um género botânico pertencente à família Neuradaceae.

## Espécies
- Grielum cuneifolium Schinz
- Grielum flagelliforme E.Mey.	Synonym	M	WCSP (in review)	2012-03-23
- Grielum grandiflorum (L.) Druce
- Grielum humifusum Thunb.
- Grielum laciniatum Gaertn.	Synonym	M	WCSP (in review)	2012-03-23
- Grielum marlothii Engl.	Synonym	M	WCSP (in review)	2012-03-23
- Grielum obtusifolium E.Mey.	Synonym	M	WCSP (in review)	2012-03-23
- Grielum obtusifolium ex Harv.	Synonym	M	TRO	2012-04-18
- Grielum sinuatum Licht. ex Burch.
- Grielum tenuifolium L.	Synonym	M	WCSP (in review)	2012-03-23